# Смирнов, Владимир Александрович (физик)
Владимир Александрович Смирнов (род. 15 июня 1951, Москва) — советский и российский физик, работающий в области теоретической физики элементарных частиц и квантовой теории поля, доктор физико-математических наук (1990), ведущий научный сотрудник НИИ ядерной физики МГУ (НИИЯФ МГУ), лауреат премии Гумбольдта (2012).

## Биография
Владимир Смирнов родился в Москве 15 июня 1951 года. Учился на физическом факультете Московского государственного университета имени М. В. Ломоносова, окончив его в 1974 году.
После этого Смирнов поступил в аспирантуру Математического института имени В. А. Стеклова АН СССР, которую окончил в 1977 году. В 1978 году он защитил кандидатскую диссертацию на тему «Асимптотические разложения обобщённых функций нескольких переменных в задачах квантовой теории поля» (научный руководитель — Юрий Широков).
В 1977 году Смирнов начал свою работу в Научно-исследовательском институте ядерной физики МГУ (НИИЯФ МГУ), сначала младшим научным сотрудником, затем научным сотрудником, c 1989 года — старшим научным сотрудником, а с 1993 года — ведущим научным сотрудником.
В 1990 году Смирнов защитил докторскую диссертацию на тему «Перенормировка и асимптотические разложения фейнмановских амплитуд». В том же году он получил стипендию Гумбольдта, которая была использована для научной работы в Институте физики Общества Макса Планка в Мюнхене.
В 2003—2004 и 2005—2006 годах в качестве Меркаторовского профессора Немецкого научно-исследовательского общества Смирнов прочёл курсы лекций в Гамбургском университете в Германии. В 2003—2004 годах он также прочёл курс лекций в Университете Карлсруэ.
В 2012 году Фонд Александра фон Гумбольдта присудил Владимиру Смирнову премию Гумбольдта, которая дала ему возможность заниматься научными исследованиями в Берлинском университете имени Гумбольдта и Технологическом институте Карлсруэ.

## Научные результаты
Основные работы Владимира Смирнова связаны с математическими методами квантовой теории поля и развитием техники вычисления многопетлевых диаграмм Фейнмана. Он является автором шести монографий и более 150 статей в научных журналах. В частности, его книга «Feynman integral calculus», изданная в 2006 году в издательстве Springer, используется в качестве учебного пособия для студентов Технологического института Карлсруэ и Мюнхенского технического университета.
В ряде работ Смирнова и его соавторов был разработан подход к асимптотическим разложениям диаграмм Фейнмана в случаях больших или малых значений масс и/или кинематических инвариантов, связанных с импульсами частиц. В совместной статье Смирнова и Мартина Бенеке была предложена общая стратегия «разложения по областям», которая получила широкое применение в последующих работах и стала универсальным методом разложения многопетлевых диаграмм Фейнмана в заданном пределе импульсов и масс.
Широкую известность получил анзац Берна — Диксона — Смирнова (англ. Bern-Dixon-Smirnov ansatz, или BDS ansatz), позволивший получить ряд новых результатов для {\displaystyle N=4} суперсимметричной теории Янга — Миллса. Важным достижением стало вычисление статического потенциала взаимодействия между тяжёлыми  кварками в трёхпетлевом приближении квантовой хромодинамики. Этот потенциал играет фундаментальную роль в описании ряда физических процессов, таких как пороговое рождение кварковых пар и связанных состояний кварков.

## Некоторые публикации

### Книги
- В. А. Смирнов. Перенормировка и асимптотические разложения фейнмановских амплитуд. — М., Издательство Московского университета, 1990. — 254 с. — ISBN 5-211-00971-1
- V. A. Smirnov. Renormalization and asymptotic expansions. —  Basel, Birkhäuser, 1991. — 380 p. — (Progress in Physics, v. 14). — ISBN 978-3764326401
- V. A. Smirnov. Applied asymptotic expansions in momenta and masses. —  Springer, 2002. — 267 p. — (Springer Tracts in Modern Physics, v. 177). — ISBN 978-3-540-42334-8
- V. A. Smirnov. Evaluating Feynman integrals. —  Springer, 2004. — 257 p. — (Springer Tracts in Modern Physics, v. 211). — ISBN 978-3-540-23933-8
- V. A. Smirnov. Feynman integral calculus. —  Springer, 2006. — 283 p. — ISBN 978-3-540-30610-8
- V. A. Smirnov. Analytic tools for Feynman integrals. —  Springer, 2012. — 296 p. — (Springer Tracts in Modern Physics, v. 250). — ISBN 978-3-642-34885-3

### Статьи
- K. G. Chetyrkin, V. A. Smirnov. R*-operation corrected, Physics Letters, 1984, v. B144, No. 5—6, p. 419—424, doi:10.1016/0370-2693(84)91291-7
- V. A. Smirnov. Asymptotic expansions in limits of large momenta and masses, Communications in Mathematical Physics, 1990, v. 134, No. 1, p. 109—137, doi:10.1007/BF02102092
- A. I. Davydychev, V. A. Smirnov, J. B. Tausk. Large momentum expansion of two-loop self-energy diagrams with arbitrary masses, Nuclear Physics, 1993, v. B410, No. 2, p. 325—342, doi:10.1016/0550-3213(93)90436-S
- M. Beneke, V. A. Smirnov. Asymptotic expansion of Feynman integrals near threshold, Nuclear Physics, 1998, v. B522, No. 1—2, p. 321—344, doi:10.1016/S0550-3213(98)00138-2
- V. A. Smirnov. Analytical result for dimensionally regularized massless on-shell double box, Physics Letters, 1999, v. B460, No. 3—4, p. 397—404, doi:10.1016/S0370-2693(99)00777-7
- Z. Bern, L. J. Dixon, V. A. Smirnov. Iteration of planar amplitudes in maximally supersymmetric Yang-Mills theory at three loops and beyond, Physical Review, 2005, v. D72, No. 8, 085001, doi:10.1103/PhysRevD.72.085001
- A. V. Smirnov, V. A. Smirnov, M. Steinhauser. Three-loop static potential, Physical Review Letters, 2010, v. 104, No. 11, 112002, doi:10.1103/PhysRevLett.104.112002

Более полный список статей доступен в базе данных INSPIRE-HEP.